# La Dolce Villa
La Dolce Villa är en amerikansk romantisk komedifilm med premiär på strömningstjänsten Netflix den 13 februari 2025. Filmen är regisserad av Mark Waters, efter ett manus skrivet av Elizabeth Hackett och Hilary Galanoy.

## Handling
Filmen handlar om affärsmannen Eric som reser till Italien för att försöka stoppa sin dotter Olivia från att restaurera en fallfärdig villa.

## Rollista (i urval)
| Scott Foley      | – Eric Field      |
| Violante Placido | – Francesca Pucci |
| Maia Reficco     | – Olivia Field    |
| Giuseppe Futia   | – Giovanni        |
| Simone Luglio    | – Nino            |
| Tommaso Basili   | – Bernardo        |
| Daniel Panzironi | – Matteo          |